# Heineken Open 2009
Heineken Open 2009 — тенісний турнір, що проходив на кортах з твердим покриттям у місті Окленд (Нова Зеландія), Нова Зеландія з 12 січня . Належав до категорії ATP World Tour 250, був турніром серії ATP Auckland Open 2009 року.

## Фінальна частина

### Одиночний розряд
Хуан Мартін дель Потро —  Сем Кверрі 6–4, 6–4

### Парний розряд
Мартін Дамм /  Роберт Ліндстедт —  Скотт Ліпскі /  Леандер Паес 7–5, 6–4